# Pilularia americana
Espèce
Pilularia americana est une espèce de fougères aquatiques appartenant à la famille des Marsileaceae. 